# Rescue Me (Bell-Book-&-Candle-Lied)
Rescue Me (englisch für „Rette mich“) ist ein Lied der deutschen Pop-Rock-Band Bell Book & Candle. Der Song ist die erste Singleauskopplung ihres Debütalbums Read My Sign und wurde am 9. Juni 1997 veröffentlicht.

## Inhalt
Rescue Me ist ein Liebeslied, das von Sängerin Jana Groß aus der Perspektive des lyrischen Ichs gesungen wird. Sie will von ihrem Partner körperlich und seelisch geliebt werden, alle Emotionen teilen und für immer mit ihm zusammen sein. Dabei soll er sie retten und niemals loslassen.

“I wanna feel your body

And I wanna get closer

Gotta rescue me, rescue me

Rescue me, let me have a good time”

## Produktion
Das Lied wurde von den Musikproduzenten Ingo Politz und Bernd Wendlandt produziert. Als Autoren fungierten die Bell-Book-&-Candle-Mitglieder Andy Birr, Hendrik Röder und Jana Groß sowie William Lennox.

## Musikvideo
Das zu Rescue Me veröffentlichte Musikvideo verzeichnet auf YouTube über drei Millionen Aufrufe (Stand: März 2024). Es zeigt einen Jungen, der durch ein Getreidefeld in ein altes Haus läuft, wo er ein Schiffsmodell findet, das an die Titanic erinnert. In dem Modellschiff spielt die Band den Song, wobei größtenteils Jana Groß beim Singen gezeigt wird. Als der Junge das Schiff in einen Bottich mit Wasser stellt und bespritzt, ist auch die Band von spritzendem Wasser umgeben. Am Ende taucht der Junge das Schiff im Wasser unter, woraufhin die Band den Song unter Wasser weiterspielt.

## Single

### Covergestaltung
Das Singlecover zeigt Sängerin Jana Groß, die den Betrachter mit ernstem Blick ansieht. Links und rechts im dunkelgrünen Hintergrund sind die weiteren Bandmitglieder Hendrik Röder und Andy Birr zu sehen. Am oberen Bildrand stehen die weißen Schriftzüge bell book & candle und rescue me.

### Titellisten
Single
1. Rescue Me – Radio Edit – 3:24
2. Rescue Me – Unplugged – 3:24

Maxi
1. Rescue Me – Radio Edit – 3:24
2. Rescue Me – Unplugged – 3:24
3. Rescue Me – Album Version – 4:04
4. Rhapsody in Blue – 3:03

### Chartplatzierungen
Rescue Me stieg am 18. August 1997 auf Platz 83 in die deutschen Singlecharts ein und erreichte elf Wochen später mit Rang drei die höchste Position, auf der es zwei Wochen platziert war. Insgesamt hielt es sich 32 Wochen lang in den Top 100, davon 13 Wochen in den Top 10. In Österreich belegte die Single Rang zwei und in der Schweiz Position sechs, wobei sie 16 bzw. 23 Wochen in den Charts vertreten war. In den deutschen Single-Jahrescharts 1997 erreichte der Song Platz 20.
| ChartsChartplatzierungen     | Höchstplatzierung | Wochen |
| ---------------------------- | ----------------- | ------ |
| Deutschland (GfK)            | 3 (32 Wo.)        | 32     |
| Österreich (Ö3)              | 2 (16 Wo.)        | 16     |
| Schweiz (IFPI)               | 6 (23 Wo.)        | 23     |
| Vereinigtes Königreich (OCC) | 63 (2 Wo.)        | 2      |

| ChartsJahrescharts (1997) | Platzierung |
| ------------------------- | ----------- |
| Deutschland (GfK)         | 20          |
| Österreich (Ö3)           | 14          |

| ChartsJahrescharts (1998) | Platzierung |
| ------------------------- | ----------- |
| Deutschland (GfK)         | 64          |
| Schweiz (IFPI)            | 46          |

### Verkaufszahlen und Auszeichnungen
Rescue Me erhielt noch im Erscheinungsjahr in Deutschland für mehr als 500.000 verkaufte Einheiten eine Platin-Schallplatte. Auch in Österreich wurde es für über 50.000 Verkäufe mit Platin ausgezeichnet.

| Land/Region        | Auszeichnungen für Musikverkäufe (Land/Region, Auszeichnung, Verkäufe) | Verkäufe |
| ------------------ | ---------------------------------------------------------------------- | -------- |
| Deutschland (BVMI) | Platin                                                                 | 500.000  |
| Österreich (IFPI)  | Platin                                                                 | 50.000   |
| Insgesamt          | 2× Platin ·                                                            | 550.000  |